# Костровець (герб)
Костровець (пол. Kostrowiec) – шляхетський герб русько-литовського походження.

## Опис герба
Костровець I: У червоному полі, хрест з розідраним долішнім раменом та перехрещеним таким же півмісяцем. У клейноді три срібних страусових пір'їн. 
Костровець II: У червоному полі, хрест з розідраним долішнім раменом. У клейноді три срібних страусових пір'їн.

## Гербовий рід
Костровець (Kostrowiec), Львович (Lwowicz), Морачовські (Morachowski), 